# The Pointer Sisters
The Pointer Sister  es un grupo musical formado en 1971 en Oakland, California. Obtuvieron su mayor éxito en los años 70s y 80s. Han vendido aproximadamente 40 millones de discos a lo largo de su carrera. Ganaron tres Premios Grammy y recibieron su estrella en el Paseo de la Fama de Hollywood en 1994. El grupo obtuvo más de 20 top hits en los Estados Unidos entre 1973 y 1987.

## Historia
Cuando eran niños en West Oakland, sus padres, el reverendo Elton y Sarah Pointer, animaron a las hermanas y hermanos Pointer a escuchar y cantar música góspel. Sin embargo, les dijeron que el rock and roll y el blues eran "la música del diablo", y sólo cuando estaban lejos de sus vigilantes padres podían cantar estos estilos. Cantaban regularmente en una congregación local de la Iglesia de Dios en Cristo en West Oakland, pero a medida que las hermanas crecieron, su amor por otros estilos de música comenzó a crecer. 
Las hermanas eran primas hermanas del jugador de baloncesto y entrenador en jefe de la NBA Paul Silas, y hermanas de Aaron Aaron Pointer. Aaron fue uno de los pocos jugadores de béisbol de las grandes ligas que se volvió menos famoso que sus propias hermanas. Las hermanas se graduaron de Oakland Technical High School: Ruth en 1963, Anita en 1965 y Bonnie en 1968.  Después de dejar la escuela, la hermana mayor, Ruth, ya estaba casada y tenía dos hijos, Faun (nacido en 1965) y Malik (nacido 1966),  Anita, la segunda hermana mayor, también estaba casada y tenía una hija, Jada. Bonnie, la tercera hermana mayor, y June, la menor, buscaron una carrera en el mundo del espectáculo y formaron un dúo, 'Pointers Au Pair'. Posteriormente, Anita dejó su trabajo para unirse al grupo. Comenzaron a hacer giras y actuar y proporcionaron coros para artistas como Grace Slick, Sylvester, Boz Scaggs, Elvin Bishop y Betty Davis.
Fue mientras apoyaban a Bishop en una aparición en un club nocturno en 1971 que las hermanas firmaron un contrato de grabación con Atlantic Records. Los sencillos resultantes de su mandato en Atlantic no lograron convertirse en éxitos, pero las hermanas estaban disfrutando de su incipiente carrera discográfica. Una grabación se ha convertido en un clásico del Northern Soul: "Send Him Back" (Atlantic 45 2893). Concentrado en Wigan Casino alrededor de 1973-1974, Northern soul era una escena musical underground que incluía discos estadounidenses de 45 rpm lanzados al mismo tiempo que Tamla Motown e importados al Reino Unido. "Send Him Back" sigue siendo un favorito entre la audiencia mundial de soul del Norte. Ruth cedió a la tentación de unirse a ellos, uniéndose al grupo en diciembre de 1972.  El cuarteto firmó con Blue Thumb Records y comenzó a grabar su primer álbum. 
En 1976, se les pidió que grabaran "Pinball Number Count" para Barrio Sésamo, que era una serie de dibujos animados educativos que enseñaban a los niños a contar. Hizo su debut en 1977 y fue una característica del programa durante muchos años. Hicieron su debut televisivo en el club nocturno Troubadour de Los Ángeles en The Helen Reddy Show. En 1974, se unieron a Reddy en la canción "Showbiz" que apareció en su álbum Free and Easy.

## Éxito inicial
El primer álbum del grupo,titulado "The Pointer Sisters", con el respaldo de los incondicionales del Área de la Bahía, Hoodoo Rhythm Devils, fue lanzado en 1973 y recibió fuertes críticas, y el grupo fue elogiado por su versatilidad y originalidad. Su primer sencillo, "Yes We Can Can", una canción escrita por Allen Toussaint, que había sido un éxito menor de R&B para Lee Dorsey en 1970, brindó a las Pointer Sisters el primer éxito en las listas que alcanzó el puesto 11 en el Billboard Hot 100, mientras que ambos "Yes We Can Can" y el siguiente sencillo: la versión de Willie Dixon "Wang Dang Doodle" llegó al #61 en el Billboard y fueron grandes éxitos de R&B con picos respectivos en las listas de R&B del puesto 12 y 24.
El segundo álbum de las Pointer Sisters, el lanzamiento de 1974 That's a Plenty, continuó en el estilo jazz y be-bop de su predecesor, pero proporcionó una excepción que causó mucho interés: "Fairytale", escrito por Anita y Bonnie, era una canción country que alcanzó el puesto 13 en las listas Hot 100, el tema se convirtio en el primer top 40 en las listas country del grupo. A raíz de este éxito, el grupo fue invitado a Nashville, Tennessee, donde lograron la distinción de convertirse en el primer grupo negro en actuar en el Grand Ole Opry. En 1975, las Pointer Sisters ganaron el premio Grammy a la "Mejor interpretación country de un dúo o grupo con voz", y Anita y Bonnie también recibieron nominaciones al premio Grammy a la mejor canción country como compositoras de "Fairytale". En el año 1977 Elvis Presley grabo Fairytale.
En 1975 The Pointer Sisters fueron invitadas actuar en ''Sesame Street" cantando "Yes Wen Can Can", "Hush Little Baby" y "Swingin' Alphabet". También interpretaron "Pinball Number Count" obteniendo éxito con el público infantil. 
Después del álbum doble en vivo Live at the Opera House, una grabación del concierto de Pointer Sisters del 21 de abril de 1974 en el War Memorial Opera House en San Francisco, el tercer álbum de estudio del grupo, Steppin', fue lanzado en 1975. ''Steppin'' El sencillo llego al top 20 del Hot 100 y fue su primer #01 en las listas R&B, "How Long (Bet'cha Got a Chick on the Side)", el sencillo recibió una nominacion en los grammys. El tema fue versionado por los íconos femeninos del rap Salt-N-Pepa una década después y también fue nominada a los premios Grammy. Las Pointer Sisters también consiguieron otro éxito de R&B del álbum con "Going Down Slowly", otra versión de Allen Toussaint, y en 1976 aparecieron en la película clásica Car Wash con su canción de la película: "You Gotta Believe", convirtiéndose en el top del R&B. 20 a principios de 1977.
Las Pointer Sisters aparecieron en el álbum de 1977 Saffo Music de la cantante italiana de R&B Lara Saint Paul y fueron producidas por Leon Ware, con bajo de Chuck Rainey, guitarra de Ray Parker Jr. y mezcladas por Bill Conti. Fue lanzado en Italia bajo los registros de LASAPA.
En noviembre de 1977 se lanzó Having a Party, orientado al jazz-funk, que sería el último lanzamiento del álbum con las Pointer Sisters en su formato original de cuatro integrantes. Fue sólo en el corte principal que cantaron los cuatro miembros; las otras canciones del álbum incluían a Anita, Bonnie y Ruth, pero no a June, que se había tomado un descanso del grupo en ese momento. Grabado en 1976, el lanzamiento del álbum se retrasó tanto que provocó un intervalo de dieciocho meses entre Have a Party y el álbum precedente de Pointer Sisters, Steppin' —el álbum recopilatorio The Best of the Pointer Sisters se había publicado en julio de 1976— y sin el ímpetu de un sencillo de gran éxito, el álbum Taking a Party, provocó escaso interés comercial.

## Trío
En 1977, tanto June como Bonnie habían abandonado el grupo. June quería tomar un descanso y Bonnie se fue para comenzar una carrera en solitario. Bonnie se casó con el productor de Motown Records, Jeffrey Bowen, en 1978. Posteriormente firmó un contrato con Motown y esto la llevó a una breve carrera en solitario de éxito moderado. Su primer álbum homónimo produjo la canción disco "Heaven Must Have Sent You". El álbum fue producido por Berry Gordy y su esposo Jeffrey Bowen. La canción se convirtió en uno de los 20 primeros éxitos del pop en Estados Unidos en septiembre de 1979.
El 22 de enero de 1978, Ruth dio a luz a su segunda hija y, ahora como dúo, Ruth y Anita redujeron sus horarios y se concentraron en criar a sus familias. Comenzaron a hablar sobre el futuro del grupo y qué dirección debería tomar. Acordaron prescindir de la nostalgia de los años 40 y tomar una dirección contemporánea. En julio de ese año, June se casó con William Oliver Whitmore II.
Las tres hermanas luego firmaron un contrato con Planet Records del productor Richard Perry, que fue distribuido por Elektra Records. Después de contribuir con la voz invitada en la versión del grupo de "Everybody Is a Star" de Sly Stone, June había regresado al acto, convirtiéndolo en un trío. Con Perry, el trío comenzó a trabajar en un álbum de soft rock, que fue lanzado en 1978 con el título "Energy". El primer sencillo, una versión de "Fire" de Bruce Springsteen, subió al número 2 en el Billboard Hot 100 de EE. UU. a principios de 1979, y una tercera versión de Allen Toussaint, "Happiness", también llegó a las listas.
En 1979, el trío lanzó un álbum con un sonido de rock más duro, titulado "Priority".

## Altura del éxito
Durante los años siguientes, las Pointer Sisters lograron su mayor éxito comercial
En 1980 lanzaron al mercado su primer album de los 80s "Special Things, el primer sencillo del album "He's So Shy", alcanzó el número #03 en la lista Billboard Hot 100 se convirtio rápidamente en un hit y fue nominada para los Premios Grammy. 
El segundo sencillo "Could I Be Dreaming?", que se posicionó en #52 en el Hot 100 fue versionada por Cher en un festival, Anita Pointer estuvo presente y dijo que lloro de alegria al ver como Cher interpretaba ese tema que fue compuesto por la misma banda. 
El año siguiente lanzaron su tercer álbum como trío "Black & White". Su primer secillo, una balada llamada "Slow Hand", llego al #02 en el Hot 100. Otro sencillo titulado "Should I Do It", llegó al #13 en el Billboard Hot 100. El álbum "Black & White" fue nominado a Mejor interpretación de R&B de un dúo o grupo con voces y "Slow Hand" fue nominada a Mejor interpretación pop dúo o grupo.
El mismo año lanzaron su álbum "So Excited", que fue bien recibido por el público con 3 sencillos que entraron a las listas del Billboard, la primera canción fue "American Music" que llegó al #13 en el Hot 100, y teniendo una buena posición en las listas A/C posicionandose en el top 10, luego fue "I'm So Excited" que llego al top 40 del Hot 100, y por último "If You Wanna Get Back Your Lady" la tercera posición del album el Hot 100 que era una canción que estuvo primero en su primer album como trio "Energy", termino teniendo una pocision modesta.
En 1983, The Pointer Sisters lanzarían "Break Out", su álbum más exitoso hasta la fecha, que fue clasificado como triple platino (según fuentes anónimas dice que album en realidad fue multiplatino); Tuvieron 4 top 10 concecutivos en las listas Hot 100 en 1984: "Automatic" (#5), "Jump (For my love)" (#3), un Remix de "I'm so excited" que llegó al top 10s también. En 1985 el album aun se escuchaba,  llegó "Neutron Dance", fue un éxito hot 100 posicionándose en el #6 y participando en la banda sonora de la película de "Un Detective En Beverly Hills".
La canción "Jump (for my love)" alcanzó el Top Ten en las listas Hot 100, R&B y dance de Billboard, y fue el sencillo dance estadounidense más vendido de 1984.
"I Need You" fue el primer sencillo de Break out aunque llego al top 50 del Billboard Hot 100 fue un exito en las listas billboard Dance posicionandose en el #02 y el último fue "Baby, Come And Get It" que también llego al top 50 del Hot 100 y llego al top 10 en las listas Billboard Dance.
En 1985 las hermanas ganaron 2 premios Grammy's por "Jump (for my love)" y "Automatic". Luego ganaron 2 American Music Awards gracias al video de "I'm So Excited"  y a "Jump (for my love)". Un día después de los American Music Awards fueron invitadas a cantar en la canción benéfica "We Are the World" que se posicionó en el #1 y ganando un Grammy por "La mejor Cancion del año".
El 1 de julio de 1985, las hermanas lanzarían su segundo álbum más exitoso de su carrera titulado "Contact", clasificándose como platino, vendiendo más de 1 millón de copias, se convirtio rápidamente en su album mas exitoso en Suecia siendo el unico album de la banda en llegar al top 10 de ese pais.
El primer sencillo en convertirse en un exito fue "Dare Me", llegó al Billboard hot 100 posicionándose en el #11, también logró alcanzar el número 1 en la lista Dance Club de Billboard.
Se puede decir que la canción favorita de Dionne Warwick de la banda es "Dare Me", la canto en 1985 sola en el programa Solid Gold, un año despues la canto junto a las hermanas en el mismo programa.
El segundo sencillo "Freedom" llegó al #50 en el Billboard Hot 100 y llego al top 20 de las listas A\C. El tema fue nominado a los American Music Awards, The Pointer Sisters fueron ganadoras de un American Music Awards en la categoría de "El mejor vídeo de Soul R&B de 1986 
"Twist My Arm" llegó al Billboard pero tuvo un éxito moderado su posición más alta fue en las listas Billboard Dance. luego "Back in My Arms" se lanzó en el Reino Unido y solo tuvo éxito en ese país.

## Nuevo Estilo
Comenzando el año 1986 Las Pointer Sisters habían cambiado su forma de vestir a ser más rock con peinados de moda de la época etc, etc, uno de los cambios mas grandes fue en su estilo musical con su nuevo album Hot Together, que demostro su versatilidad para baladas y musica mas lenta, claro sin perder su esencia pop rock.
En el año 1986 lanzaron su álbum "Hot Together" teniendo cierto exito, el album llego al top 50 del Billboard 200. 
El primer sencillo del álbum, "Goldmine" y "Sexual Power" tuvieron una buena posición en las listas dance posicionándose los dos en el #7 de dance del Billboard, "Goldmine" se posicionó en el puesto 33 en el Hot 100.
El segundo sencillo fue la balada "All I Know Is the Way I Feel", alcanzó el puesto 93 en el Hot 100 y en las listas de R&B con éxito moderado, su posición más alta fue en las lista A/C llegando al top 40.
El tercer sencillo fue "Mercury Rising", que llegó a las listas de R&B y tuvo reconocimiento porque se incluyó en la banda sonora de la película Spaceballs de Mel Brooks de 1987 y la película Stakeout de Richard Dreyfuss de 1987; su tema "Hot Together", participó en la campaña promocional de la NBA a fines de la década de 1980. Las Pointer Sisters tuvieron éxito con "Be There" posicionándose en las listas Hot 100 y de R&B y participando en la banda sonora de Un "Detective en Beverly Hills II".
En 1986 The Pointer Sisters participaron en una canción junto al cantante y actor Bruce Willis, en el tema "Respect Yourself".
en el tema Anita y Ruth participaron en los coros mientras que June Pointer participaría directamente en la canción como dueto.
La canción rápidamente se convirtio en un rotundo exito llegando al #05 en el Billboard Hot 100.
En 1988 lanzaron su álbum "Serious Slammin'" que fue el último álbum con su productor Richard Perry y el último en entrar a las listas Billboard 200. El sencillo principal del álbum fue "He Turned Me Out" qué se posicionó en el top 40 de las listas de R&B, "I'm In Love" llegó al #67. El sencillo principal tuvo un vídeo musical que fue grabado en un Bar, la canción apareció en la película de 1988 "Action Jackson". La canción se escuchó en programas como Soul Train y Top of the Pops.
Fueron invitadas a los American Music Award de 1988 siendo presentadas por Whitney Houston presentando en categorías con Billy Vera, con el que Ruth Pointer recientemente había tenido un dueto.
En 1990 lanzaron su álbum "Right Rhythm" con Motown. Aunque el propósito principal del álbum era salvar a Motown no alcanzó la cantidad de ventas requeridas para volver a firmar otro año con Motown. El sencillo top 40 en las listas de R&B, "Friends' Advice (Don't Take It)", que fue presentado en lugares como en el  Show de Arsenio Hall y el Soul Train. El tema tuvo un video musical. En 1991 con el tema del mismo álbum llegó "Insanity" que llegó con una posición modesta,  al #62 en las listas de R&B aunque la canción tuvo cierto exito y reconocimiento ya que se posicionó en las listas Billboard Dance en el #11.
En 1994 ganaron un premio "Soul Train Awards"; Gracias a su larga trayectoria artística que abarcaba más de 20 años.
The Pointer Sisters fueron homenajeadas el mismo año con una estrella en el paseo de la fama de Hollywood a cual fue invitada Bonnie Pointer exmiembro de la banda y Fundadora y también su madre Sarah Pointer.

## Discografía
| Título | Discográfica | Listas de Pop | Listas de R&B | UK Chart |
| ------ | ------------ | ------------- | ------------- | -------- |

| "The Pointer Sisters"                    | Blue Thumb     | #13  | #3  | -   | -   | 1973 |
| "That's Plenty"                          | Blue Thumb     | #82  | #33 | -   | -   | 1974 |
| "Live At The Opera House" 2-LP           | ABC/Blue Thumb | #96  | #29 | -   | -   | 1974 |
| "Steppin'"                               | ABC/Blue Thumb | #22  | #3  | -   | -   | 1975 |
| "The Best Of The Pointer Sisters" 2-LP   | ABC/Blue Thumb | #164 | #33 | -   | -   | 1976 |
| "Having A Party"                         | ABC/Blue Thumb | #176 | #51 | -   | -   | 1977 |
| "Energy"                                 | Planet         | #13  | #9  | -   | -   | 1978 |
| "Priority"                               | Planet         | #72  | #44 | -   | -   | 1979 |
| "Special Things"                         | Planet         | #34  | #19 | -   | -   | 1980 |
| "Black & White"                          | Planet         | #12  | #9  | #21 | -   | 1981 |
| "Pointer Sisters' Greatest Hits"         | Planet         | #178 | -   | -   | -   | 1982 |
| "So Excited"                             | Planet         | #59  | #24 | -   | #23 | 1982 |
| "Break Out"                              | Planet         | #8   | #6  | #9  | #27 | 1983 |
| "Contact"                                | RCA            | #24  | #11 | #34 | #6  | 1985 |
| "Hot Together"                           | RCA            | #48  | #39 | -   | #20 | 1986 |
| "Serious Slammin'"                       | RCA            | #152 | -   | -   | #30 | 1988 |
| "Jump - The Best Of The Pointer Sisters" | RCA            | -    | -   | #11 | -   | 1989 |
| "Right Rhythm"                           | Motown         | -    | -   | -   | -   | 1990 |
| "Only Sisters Can Do That"               | SBK            | -    | -   | -   | -   | 1993 |
| "Highlights From Ain't Misbehavin'"      | RCA-Victor     | -    | -   | -   | -   | 1996 |
| "The Collection" - Live CD/DVD           | Madacy         | -    | -   | -   | -   | 2004 |

### Sencillos
| Título (Año)                                       | Listas de Pop | Listas de R&B | EE. UU. A/C | EE. UU. Dance | UK Chart |
| -------------------------------------------------- | ------------- | ------------- | ----------- | ------------- | -------- |
| "Yes We Can Can" (1973)                            | #11           | #12           | -           | -             | -        |
| "Wang Dang Doodle" (1973)                          | #61           | #24           | -           | -             | NR       |
| "Steam Heat" (1974)                                | #108          | -             | -           | -             | NR       |
| "Fairytale" (1974)                                 | #13           | -             | #13         | -             | NR       |
| "Live Your Life Before You Die" (1975)             | #89           | -             | #31         | -             | -        |
| "How Long (Betcha Got A Chick On The Side)" (1975) | #20           | #1            | -           | -             | -        |
| "Going Down Slowly" (1975)                         | #61           | #16           | -           | -             | -        |
| "You Gotta Believe" (1976)                         | #103          | #14           | -           | -             | -        |
| "Having A Party" (1977)                            | -             | #62           | -           | -             | NR       |
| "Fire" (1978)                                      | #2            | #14           | #21         | -             | #34      |
| "Everybody Is A Star" (1979 UK Single)             | NR            | NR            | NR          | NR            | #61      |
| "Happiness" (1979)                                 | #30           | #20           | -           | #18           | -        |
| "Blind Faith" (1979)                               | #107          | -             | -           | -             | NR       |
| "Who Do You Love" (1979)                           | #106          | -             | -           | -             | -        |
| "He's So Shy" (1980)                               | #3            | #10           | #13         | #26           | -        |
| "Could I Be Dreaming" (1980)                       | #52           | #22           | -           | #26           | -        |
| "We've Got The Power" (1980 LP-Cut)                | NR            | NR            | NR          | #26           | NR       |
| "Slow Hand" (1981)                                 | #2            | #7            | #6          | -             | #10      |
| "What A Surprise" (1981)                           | -             | #52           | -           | -             | NR       |
| "Should I Do It" (1982)                            | #13           | -             | #19         | -             | #50      |
| "American Music" (1982)                            | #16           | #24           | #9          | -             | -        |
| "I'm So Excited" (1982)                            | #30           | #46           | -           | #28           | NR       |
| "If You Wanna Get Back Your Lady" (1983)           | #67           | #44           | -           | #48           | NR       |
| "I Need You" (1983)                                | #48           | #13           | #15         | #2            | -        |
| "Automatic" (1984)                                 | #5            | #2            | #36         | #2            | #2       |
| "Jump (for My Love)" (1984)                        | #3            | #3            | #11         | #8            | #6       |
| "I Need You" (1984 UK Re-issue)                    | NR            | NR            | NR          | -             | #25      |
| "I'm So Excited" (Remix) (1984)                    | #9            | -             | #25         | -             | #11      |
| "Neutron Dance" (1984)                             | #6            | #13           | #23         | #4            | #31      |
| "Baby Come And Get It" (1985)                      | #44           | #24           | -           | #8            | #76      |
| "Dare Me" (1985)                                   | #11           | #6            | #32         | #1            | #17      |
| "Freedom" (1985)                                   | #50           | #25           | #16         | -             | -        |
| "Twist My Arm" (1986)                              | #83           | #61           | -           | #15           | NR       |
| "Goldmine" (1986)                                  | #33           | #17           | #27         | #7            | #78      |
| "Sexual Power" (1986 B-Side of Goldmine)           | -             | -             | -           | #7            | -        |
| "All I Know Is The Way I Feel" (1987)              | #93           | #69           | #36         | -             | NR       |
| "Mercury Rising" (1987)                            | -             | #49           | -           | -             | NR       |
| "Be There" (1987)                                  | #42           | -             | -           | -             | #78      |
| "He Turned Me Out" (1988)                          | -             | #39           | -           | #37           | NR       |
| "I'm In Love" (1988)                               | -             | #67           | #36         | -             | NR       |
| "Friends' Advice (Don't Take It)" (1990)           | -             | #36           | -           | -             | #97      |
| "Insanity" (1991)                                  | -             | #62           | -           | #11           | NR       |
| "Christmas In New York" (2005 LP-Cut)              | -             | -             | #21         | -             | NR       |